# Townscaper
Townscaper est un jeu vidéo indépendant sorti en juin 2020 et développé par Oskar Stålberg. Le jeu est de type bac-à-sable minimaliste, avec des graphismes low poly et une interface utilisateur simple.

## Système de jeu
Townscaper n'a pas d'objectif ou d'histoire inhérent. Les utilisateurs construisent une ville insulaire en plaçant et en supprimant des blocs colorés sur un océan. Diverses «règles» dictent l'apparence de ces blocs, certains apparaissant comme des flèches et d'autres comme des balcons. Cette méthode de décoration basée sur des règles permet de créer des arches, des jardins et des escaliers sans instruction utilisateur spécifique.
Townscaper se déroule sur une grande grille déformée située dans une mer infinie. Cela permet aux villes de sembler plus « organiques » et non structurées par rapport à des jeux similaires basés sur des grilles régulières.
L'interface du jeu propose d'exporter ses créations au format OBJ, notamment pour l'importation dans des logiciels d'impression 3D.

## Développement
Townscaper a été développé par le développeur suédois Oskar Stålberg, qui a précédemment travaillé sur Bad North. Stålberg a donné une conférence IndieCade Europe 2019 pendant le développement qui a présenté certaines des fonctionnalités du jeu, y compris la génération de terrain et la conception de bâtiments procéduraux.

## Accueil
Le jeu a été couvert par un certain nombre de sites Web de journalisme en ligne peu de temps après sa sortie. le jeu est jouable sur navigateur, tout comme un autre jeu développé par Oskar Stålberg, Planet.